# James Hinchcliffe

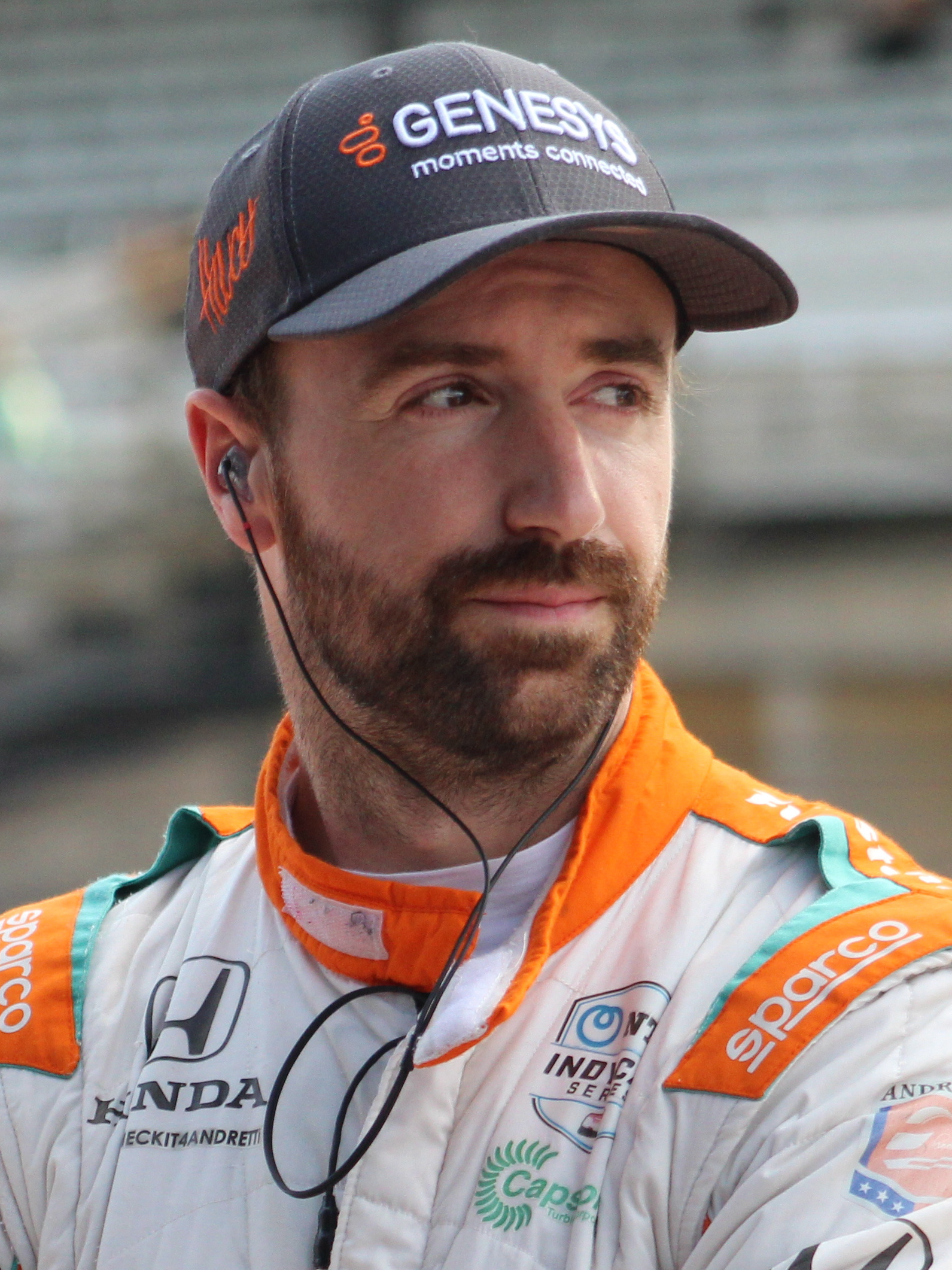
James Hinchcliffe 2021

James Hinchcliffe (* 5. Dezember 1986 in Oakville) ist ein kanadischer Automobilrennfahrer. Er wurde 2010 Vizemeister der Indy Lights und fährt seit 2011 in der IndyCar Series.

## Karriere als Rennfahrer
Hinchcliffe begann seine Motorsportkarriere 1996 im Kartsport, in dem er bis 2002 aktiv war. 2003 wechselte er in die Bridgestone F2000 Pro Series, die er auf Anhieb auf dem dritten Platz beendete. In der nächsten Saison nahm er weiterhin an einigen Rennen teil und belegte den fünften Gesamtrang. Sein Hauptaugenmerk lag 2004 allerdings auf der US-amerikanischen Formel BMW. Mit drei Siegen wurde er Vizemeister hinter Andreas Wirth. 2005 wechselte er in die Star Mazda Series und beendete die Saison mit drei Siegen auf dem dritten Platz in der Fahrerwertung.
2006 wechselte Hinchcliffe in die Atlantic Championship zu Forsythe Racing. Mit einem Sieg und zwei weiteren Podest-Platzierungen belegte er am Ende des Jahres den zehnten Gesamtrang und wurde dabei von seinen Teamkollegen, Andreas Wirth und Leonardo Maia geschlagen. Nachdem er im Winter 2006/2007 für das kanadische Team in der A1GP-Serie angetreten war und einen zweiten Platz als bestes Ergebnis erzielt hatte, bestritt er 2007 seine zweite Saison in der Atlantic Championship und wechselte als Teamkollege von Raphael Matos zu Sierra Sierra Enterprises. Während Matos die Hälfte der Rennen gewann und somit den Meistertitel erzielte, wurde Hinchcliffe mit zwei zweiten Plätzen als beste Resultate Vierter in der Gesamtwertung. Nachdem er im Winter 2007/2008 erneut an einigen A1GP-Rennen teilgenommen hatte, kehrte er in der Atlantic Championship zu Forsythe Racing zurück. Mit einem Sieg wurde er wie im Vorjahr Vierter in der Meisterschaft.
2009 wechselte Hinchcliffe in die Indy Lights zu Sam Schmidt Motorsports. Mit einem zweiten Platz als bestes Resultat belegte er am Saisonende einen Platz hinter seinem Teamkollegen Wade Cunningham den fünften Gesamtrang. 2010 wechselte er zum Team Moore Racing. Beim dritten Rennen in Long Beach gewann er sein erstes Rennen in der Indy Lights. Mit zwei weiteren Siegen wurde er hinter Jean Karl Vernay Vizemeister.

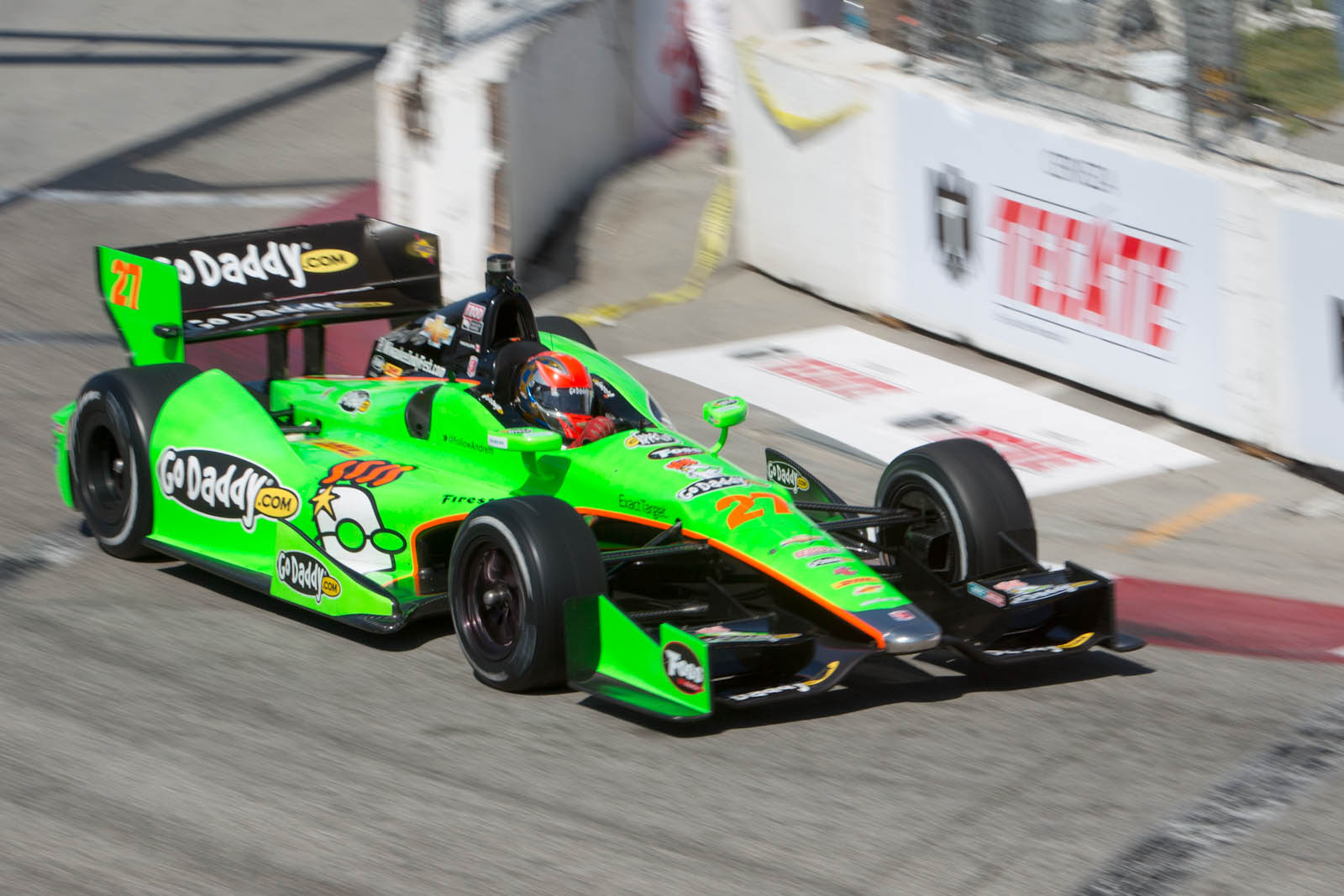
Hinchcliffe in Long Beach 2012

2011 stieg Hinchcliffe zum zweiten Rennen in die IndyCar Series ein und startete für Newman/Haas Racing. Bereits in seinem zweiten Rennen erzielte er einen vierten Platz. In Lexington führte Hinchcliffe erstmals ein IndyCar-Rennen an. Er profitierte dabei von einer passenden Strategie. Zu einer Podest-Platzierung reichte es allerdings nicht, da er, nachdem er bereits einige Positionen eingebüßt hatte, aufs Gras kam und sämtliche Fahrzeuge passieren lassen musste. Die Saison beendete er als bester Rookie auf dem zwölften Platz der Fahrerwertung. Zur IndyCar Series 2012 wechselte Hinchcliffe zu Andretti Autosport. Er erhielt das von Go Daddy gesponserte Auto, das zuvor von Danica Patrick gefahren wurde. Ursprünglich war der beim Saisonfinale 2011 tödlich verunglückte Dan Wheldon für das Fahrzeug vorgesehen. Beim Saisonauftakt in St. Petersburg erreichte er das Ziel auf dem vierten Platz. Beim dritten Rennen in Long Beach gelang ihm als Dritter seine erste IndyCar-Podestplatzierung. Beim Indianapolis 500 verpasste er die Pole-Position um 2,3 tausendstel Sekunden und wurde vom zweiten Platz startend Sechster. Ein dritter Platz in West Allis war schließlich seine erste IndyCar-Podest-Platzierung auf einem Oval. Am Saisonende lag er auf dem achten Gesamtrang, während sein Teamkollege Ryan Hunter-Reay die Gesamtwertung gewann. Darüber hinaus nahm er an einem Rennen der Rolex Sports Car Series teil. 2013 blieb Hinchcliffe bei Andretti Autosport. Bereits beim Saisonauftakt in Saint Petersburg erzielte Hinchcliffe seinen ersten IndyCar-Sieg. Nachdem er bei den folgenden zwei Rennen frühzeitig ausgefallen war, gewann er in São Paulo. Nach fünf Rennen ohne Podest-Platzierung entschied er mit dem Iowa Corn Indy 250 sein drittes Saisonrennen für sich. Bei den letzten neun Saisonrennen erzielte er mit einem dritten Platz in Houston nur eine Podest-Platzierung. Nur der Meister, Scott Dixon, hatte in der Saison 2013 mehr Siege als Hinchcliffe erzielt. Er beendete die Saison auf dem achten Gesamtrang. Obwohl Hinchcliffe der Andretti-Pilot mit den meisten Siegen war, unterlag er teamintern in der Gesamtwertung Marco Andretti und Hunter-Reay. 2014 absolvierte Hinchcliffe seine dritte IndyCar-Saison für Andretti Autosport. Ein dritter Platz in Lexington war sein bestes Ergebnis. Er erreichte den zwölften Platz in der Fahrerwertung und unterlag damit seinen drei Teamkollegen. Darüber hinaus nahm Hinchcliffe an zwei Rennen der United SportsCar Championship (USCC) teil.
2015 wechselte Hinchcliffe innerhalb der IndyCar Series zu Schmidt Peterson Motorsports. Er gewann das zweite Rennen in Avondale. Im Training zum Indianapolis 500 verunglückte Hinchcliffe schwer. Er schlug mit über 360 km/h in die Mauer ein. Bei dem Unfall wirkten Kräfte in Höhe von 125 g. Hinchcliffe wurde schwer verletzt, als der rechte Querlenker beim Aufprall ins Fahrzeug eindrang. Dabei wurde sein rechtes Bein durchbohrt und der Querlenker drang bis in den linken Oberschenkel ein. Auch seine Hüfte wurde verletzt. Da Hinchcliffe durch die Verletzungen viel Blut verloren hatte, befand er sich zwischenzeitlich in Lebensgefahr. Dank schneller medizinischer Versorgung musste Hinchcliffe nur zwei Wochen im Krankenhaus bleiben und begann direkt im Anschluss mit den Rehabilitationstraining. Sein Cockpit teilten sich Ryan Briscoe und Conor Daly für die restliche Saison. Darüber hinaus nahm er vor seinem Unfall an einem Rennen der United SportsCar Championship 2015 teil.

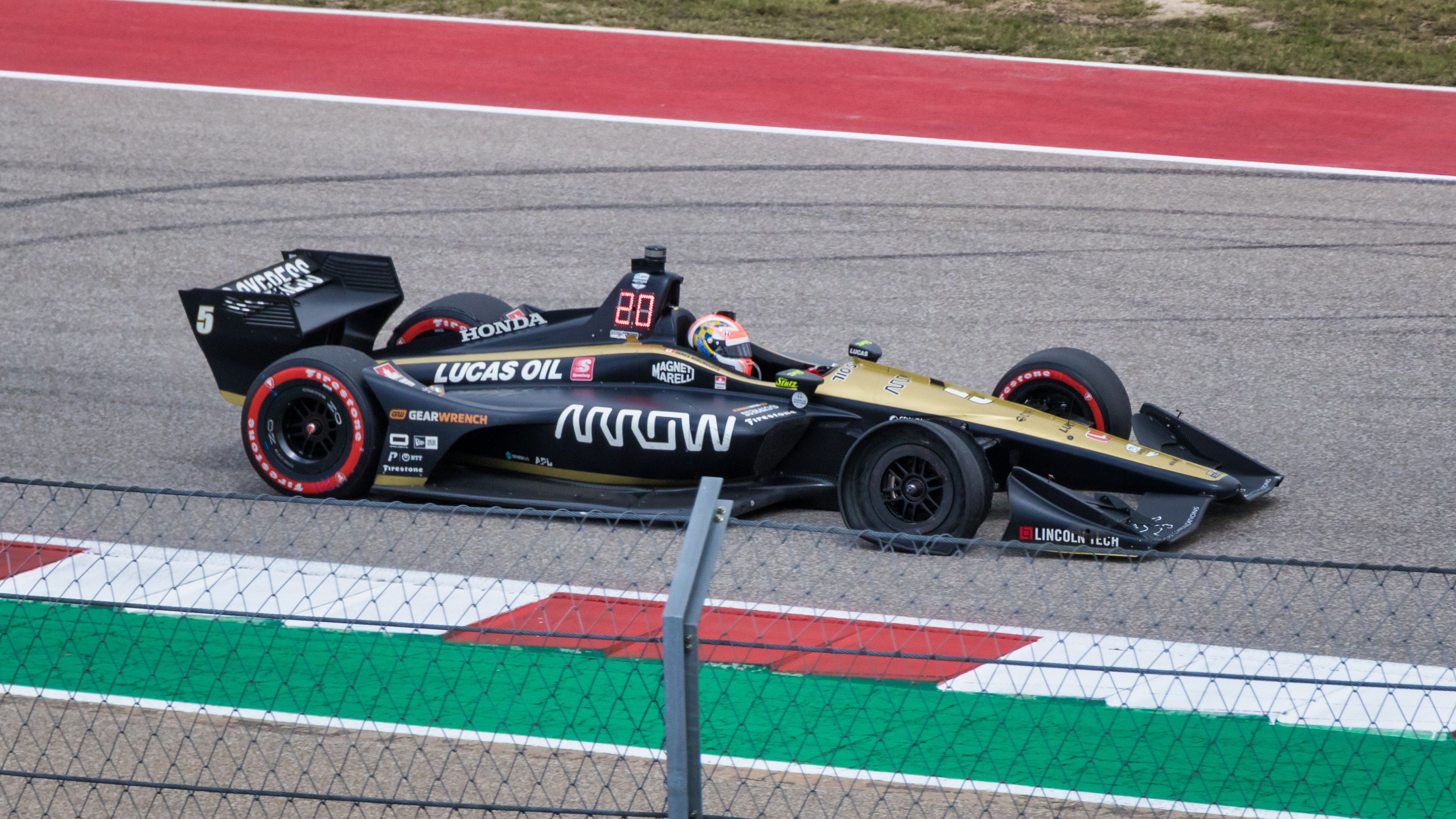
Hinchcliffe auf dem Circuit of The Americas 2019

2016 kehrte Hinchcliffe nach seiner Genesung zu Schmidt Peterson Motorsports in die IndyCar Series zurück. Nach einem dritten Platz beim Rennen auf dem Straßenkurs von Indianapolis erzielte er die Pole-Position zum Indianapolis 500. Im Rennen wurde er Siebter. Im weiteren Saisonverlauf wurde er noch mal Dritter in Toronto. Er beendete die Saison auf dem 13. Gesamtrang. Die Saison 2017 beendete er wie im Vorjahr auf dem 13. Gesamtrang. Neben zwei dritten Plätzen gewann er das zweite Saisonrennen in Long Beach. In der Saison 2018 beendete er die ersten fünf Rennen jedes Mal unter den ersten zehn. Beim Saisonhighlight und sechsten Rennen, dem Indianapolis 500, scheiterte er als 34. allerdings in der Qualifikation. Auf dem Iowa Speedway holte er einen weiteren Sieg für Schmidt Peterson Motorsports. Saison 2019 war ein dritter Platz auf dem Iowa Speedway seine beste Platzierung. Er beendete die Saison auf dem 12. Gesamtrang. Mit der Kooperation zwischen McLaren und Schmidt Peterson Motorsports wurde er trotz eines gültigen Vertrags nicht als Fahrer für das Team in der Saison 2020 bekanntgegeben. Stattdessen kehrt er als Teilzeitpilot zu Andretti Autosport zurück. 2021 fuhr er wieder die ganze Saison für Andretti. Ihm gelang es das Rennen in Nashville auf dem dritten Platz zu beenden. In allen weiteren Rennen kam er nicht über den 14. Platz hinaus. Die Saison beendete er auf dem 20. Platz der Fahrerwertung.

## Tätigkeit fürs Fernsehen
2006 und 2007 war Hinchcliffe als Co-Kommentator an der Seite von Jeremy Shaw im World-Feed der Champ-Car-Serie zu hören. Außerdem war er in der A1GP-Saison 2008/2009 als Boxengassen-Reporter tätig.

## Persönliches
Hinchcliffes Spitzname ist „the Mayor of Hinchtown“. Um sich besser vermarkten zu können, erstellte er seine Website unter dem Namen der imaginären Stadt.
2019 heiratete er die Schauspielerin Rebecca Dalton. Die beiden absolvierten dieselbe High School in Toronto in Kanada und besuchten 2004 gemeinsam den Abschlussball.

## Statistik

### Karrierestationen
| - 1996–2002: Kartsport - 2003: Bridgestone F2000 Pro Series (Platz 3) - 2004: US-amerikanische Formel BMW (Platz 2) - 2004: Bridgestone F2000 Pro Series (Platz 5) - 2005: Star Mazda Series (Platz 3) - 2006: Atlantic Championship (Platz 10) - 2007: A1GP - 2007: Atlantic Championship (Platz 4) - 2008: A1GP | - 2008: Atlantic Championship (Platz 4) - 2009: Indy Lights (Platz 5) - 2010: Indy Lights (Platz 2) - 2011: IndyCar Series (Platz 12) - 2012: IndyCar Series (Platz 8) - 2012: Rolex Sports Car Series, GT - 2013: IndyCar Series (Platz 8) - 2014: IndyCar Series (Platz 12) - 2014: USCC, Prototype (Platz 52) | - 2015: IndyCar Series (Platz 23) - 2015: USCC, Prototype (Platz 30) - 2016: IndyCar Series (Platz 13) - 2017: IndyCar Series (Platz 13) - 2018: IndyCar Series (Platz 10) - 2019: IndyCar Series (Platz 12) - 2020: IndyCar Series (Platz 23) - 2021: IndyCar Series (Platz 20) |

### Einzelergebnisse in der IndyCar Series
| Jahr | Team                               | 1   | 2   | 3   | 4   | 5      | 6     | 7    | 8   | 9   | 10  | 11  | 12  | 13  | 14  | 15  | 16  | 17  | 18  | 19  | Punkte | Rang |
| ---- | ---------------------------------- | --- | --- | --- | --- | ------ | ----- | ---- | --- | --- | --- | --- | --- | --- | --- | --- | --- | --- | --- | --- | ------ | ---- |
| 2011 | Newman/Haas Racing                 | STP | ALA | LBH | SAO | INDY   | TXS   | TXS  | MIL | IOW | TOR | EDM | MDO | NHA | SNM | BAL | MOT | KTY | LSV |     | 302    | 12.  |
| 2011 | Newman/Haas Racing                 |     | 24  | 4   | 9   | 2913   | 20    | 19   | 6   | 9   | 14  | 15  | 20  | 4   | 7   | 24  | 15  | 4   | C   |     | 302    | 12.  |
| 2012 | Andretti Autosport                 | STP | ALA | LBH | SAO | INDY   | DET   | TXS  | MIL | IOW | TOR | EDM | MDO | SNM | BAL | FON |     |     |     |     | 358    | 8.   |
| 2012 | Andretti Autosport                 | 4   | 6   | 3   | 6   | 62     | 21    | 4    | 3   | 17  | 22  | 12  | 5   | 26  | 15  | 13  |     |     |     |     | 358    | 8.   |
| 2013 | Andretti Autosport                 | STP | ALA | LBH | SAO | INDY   | DET   | DET  | TXS | MIL | IOW | POC | TOR | TOR | MDO | SNM | BAL | HOU | HOU | FON | 449    | 8.   |
| 2013 | Andretti Autosport                 | 1°  | 26  | 26  | 1°  | 21°9   | 15    | 19   | 9   | 5   | 1*3 | 24  | 8   | 21  | 10  | 8°  | 7   | 24  | 3   | 4   | 449    | 8.   |
| 2014 | Andretti Autosport                 | STP | LBH | ALA | IMS | INDY   | DET   | DET  | TXS | HOU | HOU | POC | IOW | TOR | TOR | MDO | MIL | SNM | FON |     | 456    | 12.  |
| 2014 | Andretti Autosport                 | 19  | 21  | 7   | 20  | 28°4,2 | 6     | 5°   | 14  | 5*  | 14  | 12  | 6   | 8   | 18  | 3°  | 19  | 12  | 6°  |     | 456    | 12.  |
| 2015 | Schmidt Peterson Motorsports       | STP | NOL | LBH | ALA | IMS    | INDY  | DET  | DET | TXS | TOR | FON | MIL | IOW | MDO | POC | SNM |     |     |     | 129    | 23.  |
| 2015 | Schmidt Peterson Motorsports       | 16  | 1°  | 12  | 7°  | 12°    | WD    | INJ  | INJ | INJ | INJ | INJ | INJ | INJ | INJ | INJ | INJ |     |     |     | 129    | 23.  |
| 2016 | Schmidt Peterson Motorsports       | STP | PHO | LBH | ALA | IMS    | INDY  | DET  | DET | ROA | IOW | TOR | MDO | POC | TXS | WGL | SNM |     |     |     | 416    | 13.  |
| 2016 | Schmidt Peterson Motorsports       | 19  | 18  | 8   | 6   | 3      | 7°1   | 18   | 21  | 14  | 9   | 3   | 5   | 10  | 2*  | 18° | 12  |     |     |     | 416    | 13.  |
| 2017 | Schmidt Peterson Motorsports       | STP | LBH | ALA | PHO | IMS    | INDY  | DET  | DET | TXS | ROA | IOW | TOR | MDO | POC | STL | WGL | SNM |     |     | 376    | 13.  |
| 2017 | Schmidt Peterson Motorsports       | 9°  | 1°  | 6   | 12  | 13     | 2217  | 3°   | 20  | 14  | 20  | 10  | 3   | 11  | 20° | 8   | 21  | 22  |     |     | 376    | 13.  |
| 2018 | Schmidt Peterson Motorsports       | STP | PHO | LBH | ALA | IMS    | INDY  | DET  | DET | TXS | ROA | IOW | TOR | MDO | POC | STL | POR | SNM |     |     | 391    | 10.  |
| 2018 | Schmidt Peterson Motorsports       | 4   | 6°  | 9   | 3   | 7      | DNQ34 | 11   | 16  | 4   | 10  | 1°  | 4   | 14  | 20  | 15  | 22  | 15  |     |     | 391    | 10.  |
| 2019 | Arrow Schmidt Peterson Motorsports | STP | COA | ALA | LBH | IMS    | INDY  | DET  | DET | TXS | ROA | TOR | IOW | MDO | POC | STL | POR | LAG |     |     | 370    | 12.  |
| 2019 | Arrow Schmidt Peterson Motorsports | 6   | 16  | 6°  | 9   | 16     | 1132  | 9    | 18  | 19  | 7   | 6   | 3   | 22  | 20  | 12° | 20  | 9   |     |     | 370    | 12.  |
| 2020 | Andretti Autosport                 | TXS | IMS | ROA | ROA | IOW    | IOW   | INDY | STL | STL | MDO | MDO | IMS | IMS | STP |     |     |     |     |     | 138    | 23.  |
| 2020 | Andretti Autosport                 | 18  | 11  |     |     |        |       | 7°6  |     |     |     |     | 14  | 13  | 14° |     |     |     |     |     | 138    | 23.  |
| 2021 | Andretti Autosport                 | ALA | STP | TXS | TXS | IMS    | INDY  | DET  | DET | ROA | MDO | NSH | IMS | STL | POR | LAG | LBH |     |     |     | 220    | 20.  |
| 2021 | Andretti Autosport                 | 17  | 18  | 23  | 18  | 18     | 2116  | 17   | 14  | 15  | 17  | 3   | 22  | 15  | 27  | 20  | 14  |     |     |     | 220    | 20.  |

(Legende)

### Sebring-Ergebnisse
| Jahr | Team              | Fahrzeug                      | Teamkollege       | Teamkollege       | Platzierung | Ausfallgrund |
| ---- | ----------------- | ----------------------------- | ----------------- | ----------------- | ----------- | ------------ |
| 2024 | Pfaff Motorsports | McLaren 720S GT3 Evo          | Oliver Jarvis     | Marvin Kirchhöfer | Rang 45     |              |
| 2025 | Pfaff Motorsports | Lamborghini Huracán GT3 Evo 2 | Andrea Caldarelli | Marco Mapelli     | Rang 36     |              |